# Erster Leipziger Herbstsalon
Der 1. Leipziger Herbstsalon war eine vom 15. November 1984 bis 7. Dezember 1984 veranstaltete halblegale Ausstellung im Leipziger Messehaus am Markt. Die Künstler Lutz Dammbeck, Günter Firit, Hans-Hendrik Grimmling, Frieder Heinze, Günther Huniat und Olaf Wegewitz hatten die Ausstellung in Eigenregie organisiert.

## Geschichte
Obwohl es keine öffentliche Werbekampagne gab, verzeichnete der 1. Leipziger Herbstsalon einen hohen Besucherandrang, die Nachricht von der ungewöhnlichen Ausstellung hatte sich in der alternativen Szene herumgesprochen. Der Name der Ausstellung bezog sich auf Herwarth Waldens Erster Deutscher Herbstsalon in der Berliner Sturm-Galerie 1913, der seinerseits den Pariser Salon d’Automne zum Vorbild hatte.
Die sechs Künstler hatten bereits jeweils an großen DDR-Ausstellungen teilgenommen, waren mit eigenen multimedialen Projekten jedoch mehrfach an der Zensur gescheitert. Mit dem offiziellen sozialistischen Realismus hatten sie wenig im Sinn; sie zeigten auf ihren Bildern keine Helden der Arbeit, sondern Gestürzte und Gestolperte, sie malten surrealistisch-abstrakt, thematisierten Mauer und Grenze, setzten sich mit deutscher Diktaturgeschichte auseinander. Frieder Heinze, Lutz Dammbeck und Hans-Hendrik Grimmling hatten die Leipziger Hochschule für Grafik und Buchkunst absolviert. Günter Firit, Günther Huniat und Olaf Wegewitz lebten als Autodidakten in Leipzig.
Als die Künstler mit dem Leipziger Messeamt den Vertrag über den geheim geplanten „Herbstsalon“ abschlossen, gaben sie bei den Vermietern vor, im Auftrag des staatlichen VBK zu handeln. Die Miete für die vierwöchige Nutzung der 627 m2 großen Ausstellungsfläche betrug 12.000 DDR-Mark und musste von den Künstlern selbst getragen werden. Dadurch nahmen sie ein erhebliches finanzielles Risiko auf sich. Es war die einzige Chance, das Monopol der Kulturbürokratie zu unterlaufen, denn jede öffentliche Aktion war in der DDR genehmigungspflichtig. Mit dem Lastwagen eines befreundeten Schrotthändlers wurden die Arbeiten zum Messehaus gefahren. Der Aufbau der Ausstellung war nicht einfach: in die Wände durften keine Nägel geschlagen werden. Sie improvisierten, sie legten z. B. Schellen um Säulen, spannten Seile und hingen ihre Arbeiten daran.
Kurz vor der Eröffnung versuchte man die Ausstellung zu verhindern. Die Genehmigung erfolgte über das SED-Zentralkomitee in Berlin, da vermieden werden sollte, durch eine gewaltsame Schließung das Interesse der West-Medien zu wecken, was für Aufruhr gesorgt hätte. Die Ausstellung durfte schließlich mit verschiedenen Auflagen als Werkstatt-Ausstellung stattfinden, ähnliche Aktionen sollten aber künftig verhindert werden. Weitere geplante „Herbstsalons“ wurden unterbunden. In Konsequenz auf offene Drohungen reisten Firit, Grimmling und Dammbeck später in den Westen aus. Huniat, Heinze und Wegewitz blieben in der DDR. Künstlerisch und persönlich gingen die Beteiligten unterschiedliche Wege.
Ihr Vorbild machte allerdings Schule. So entstand in der Folge die Galerie Eigen+Art mit Beteiligung der von der Galerie vertretenen Künstlern.
Doris Liebermann bewertete 2014 den Herbstsalon als „Meilenstein auf dem Weg zur Implosion der DDR“.

## Film
Lutz Dammbeck: 1. Leipziger Herbstsalon, DDR/BRD 1984–2006, Dokumentarfilm 30 min., Kamera Thomas Plehnert